# Alfonso Bernal del Riesgo
Alfonso Bernal del Riesgo (La Habana, 23 de enero de 1902 - ibídem, 4 de enero de 1975) fue un abogado, escritor, investigador, profesor y psicólogo cubano, reconocido como el padre de la Psicología en su país, por sus aportes al origen y desarrollo de la Psicología como ciencia y profesión.
Bernal del Riesgo tuvo una trayectoria extensa y exitosa en la Universidad de La Habana. A través de sus textos desarrolló la “Cubanosofía”, definida como el estudio de la identidad psicológica del cubano. La influencia de Enrique José Varona y Alfredo Miguel Aguayo Sánchez se deja entrever en sus primeros trabajos.

## Biografía
Hijo de Alfonso Bernal y Caridad del Riesgo. Nació en el 1902 en un parto complicado donde su hermano gemelo murió. Su madre murió unos días más tarde, por lo que fue criado por su padre y sus tíos. Su padre fue catedrático de Farmacia de la Universidad de La Habana.
Sus estudios secundarios los realizó en el Colegio Belén, y terminó el Bachillerato en Ciencias y Letras en el Instituto de Segunda Enseñanza de La Habana en 1919. 
Se graduó de Doctor en Derecho Civil en 1923 y de Filosofía y Letras en 1928, también de la Universidad de La Habana. Bernal del Riesgo tuvo una destacada trayectoria revolucionaria en la Universidad. Organizó y fue ponente destacado en el Primer Congreso Revolucionario de Estudiantes en 1923. 
También fue dirigente del grupo estudiantil “Renovación” encargado de impulsar la Reforma Universitaria de 1924. Fue compañero de Julio Antonio Mella, y junto a él participó en la fundación del Partido Comunista Cubano en 1925, de la Universidad Popular “José Martí" y del “Instituto Ariel”, centro mixto de segunda enseñanza donde ambos fueron profesores. 
Su activismo político como abogado y educador lo llevó al exilio en Viena (1931-1933), donde estudió psicología. A su retorno, se inició como profesor de Psicología y psicólogo clínico.
Bernal del Riesgo fue un escritor muy productivo. A lo largo de su vida escribió textos claves para la enseñanza de la psicología. Se reportan más de 52 títulos de su autoría que le dieron gran popularidad en la comunidad científica internacional.
Los últimos años de su vida fue investigador del Centro de Información Científica de la Universidad de La Habana. Murió a los 73 años (4 de enero de 1975).

## Legado
La producción científica de Bernal del Riesgo desde 1923 hasta 1975 refleja el desarrollo de su pensamiento en lo político, lo social y científico. Entre sus grandes contribuciones se encuentran:
- La Reforma de la Enseñanza y la Renovación de la Universidad.

- El desarrollo de la Psicología en Cuba a través de la investigación y la producción académica, tomando lo más avanzado del pensamiento psicológico de la época, sobre auténticas raíces cubanas.

- Pudiera considerarse un precursor del Integracionismo en la Psicología.

Bernal del Riesgo también participó activamente en los procesos que condujeron a la Reforma Universitaria. Entre los logros de dicha Reforma se encuentra la institucionalización de la formación en Psicología en Cuba. Su interés por la educación popular se ve evidenciado por su sostenida participación a lo largo de su vida en los medios de difusión masiva, explicando fenómenos psicológicos, y en la orientación y educación a padres, así como en la Educación de Adultos que se materializó en el Instituto Ariel.

## Cronología
| Año     | Evento |
| ------- | --- |
| 1920-30 | - Título de Doctor en Derecho Civil de la Universidad de La Habana - Presenta ponencia en el Primer Congreso Revolucionario de Estudiantes sobre “Los principios, la táctica y los fines de la revolución universitaria” - Funda la Universidad Popular “José Martí" (Hernández, 2003). - Fundador de la Liga Antiimperialista de Cuba (27 de junio de 1925) junto a Julio Antonio Mella, Carlos Beliño entre otros. - Fundador del Partido Comunista Cubano (16 de agosto) junto a Julio Antonio Mella, Carlos Baliño, Sarah Pascual, Miguel Valdez, Favio Grobart, y Enrique Flores Magán. - Funda el Instituto Politécnico Ariel junto a Julio Antonio Mella. - Se gradúa de Doctor en Filosofía y Letras. Tesis sobre La Psicología de José Ingenieros. |
| 1931-40 | - Se exilia por razones políticas a Viena donde estudia Psicología (1931-1933) (Bernal, 1985). Fue discípulo de Alfred Adler. - Se incorpora a la Universidad de La Habana como profesor. - Publica su primer texto Iniciación de la psicología. |
| 1941-50 | - Integró la Asociación Americana de Psicología desde 1948. - Presidente de la Asociación de Educadores de Cuba. - Promovió la independencia de la Psicología como ciencia y logró que se impartiera como asignatura en las carreras de Pedagogía, Derecho, y Filosofía. - Protagonista de la creación de la Licenciatura de Psicología y fundador de la Escuela de Psicología en la Facultad de Ciencias de la Universidad de La Habana. - Tuvo participación destacada en la Sociedad de Anunciantes y tuvo a su cargo la sección Educación y Cultura del periódico Claridad. - Publica varios textos, entre ellos: 1. Iniciación de ensayos y prácticas (1941) 2. Cívica superior (1944) 3. Psicología humana (1946) 4. Psicología general (1946) |
| 1951-60 | - Fue profesor invitado de la Facultad de Psicología de la Universidad de Las Villas. - Fundó la Sociedad Cubana de Psicología en 1954 y la Revista Cubana de Psicología en 1955, ocupando la presidencia en ambas instancias. - Desarrolló la práctica profesional de la Psicología en el país, inaugurando servicios de Orientación Vocacional, de Orientación a Padres, de Evaluación Psicológica y Psicoterapia. - Realizó la traducción y adaptación al español del Inventario Multifacético de la Personalidad de Minnesota en 1949 (Bernal del Riesgo, Colon, Fernández, Mena, Torres, & Torres, 1959). - Publica artículo “50 años de Psicología en Cuba" (1955) - Publica varios textos para el 1959, entre ellos: 1. Psicología y Enfermedad 2. Realidad de la Reforma y Reforma de la Realidad 3. Traducción cubana del Inventario Multifacético de la Personalidad MMPI (por sus siglas en inglés) 4. Informe de Investigación sobre los Clientes Dentales 5. Publica Errores en la Crianza de los Niños (1960)                      |
| 1961-70 | - Participó en la fundación de la Escuela de Psicología de la Facultad de Ciencias (con la Reforma Universitaria). Allí fue profesor de Psicología General. - Fueron designados como Jefes de Departamento: el Dr. Alfonso Bernal del Riesgo (General) así como el Dr. Diego González Martín (Clínica), Dr. Gustavo Toroella (Educacional), y Dr. Aníbal Rodríguez (Social). - Publica Operatorio de Psicología: La maravillosa historia de la vida (1965). - Publica Informe sobre adiestramiento de profesores universitarios (1967). - Fue investigador y editor de una Revista de la Universidad de La Habana, serie Educación, y trabajó allí hasta su muerte. - Realizaba funciones laborales en el Centro de Información y también con funciones asistenciales en Clínica para trabajadores del Ministerio del Interior - Redacta libro titulado: Un mal social y su tratamiento (1968). - Ponencia en la Universidad de Santa Clara “El psicólogo y la psicoterapia” (1969). - Publica una segunda edición de Psicología General (1969). |
| 1971-80 | - Fue vicepresidente para México, American Central y el Caribe de la Sociedad Interamericana de Psicología (1972-1974). - Publica artículo sobre la Psicoterapia y Desarrollo (1974). - Presenta trabajos en torno a la psicoterapia en Jornada Regional de Psicología. - Publica informe en torno al diálogo en la psicología (1974). - Muere el 4 de enero de 1975. |
| 1992    | - Su legado se honra con la inauguración del Centro de Orientación y Atención Psicológica “Alfonso Bernal del Riesgo” de la Facultad de Psicología de la Universidad de La Habana.COAP |
| 2002    | - Reconocimiento de la Sociedad Cubana de Psicología por su condición de fundador de las Escuelas de Psicología en el país. (noviembre de 2002) |

## Publicaciones
- Bernal del Riesgo, A. (1923). Los principios, la táctica y los fines de la revolución universitaria. En O. Cabrera & C. Almodóbar (Eds.), Las luchas estudiantiles universitarias (pp. 95-109). La Habana: Editorial Ciencias Sociales.
- Bernal del Riesgo, A. (1935). La Psicología del Pensamiento de C. Buhler. "Revista Bimensual Cubana", 35(1), 5-24.
- Bernal del Riesgo, A. (1935). Un Examen de los Exámenes. Revista Bimensual Cubana, 36(1 & 2), 5-26.
- Bernal del Riesgo, A. (1936). Iniciación de la psicología. La Habana: F. Sabini.
- Bernal del Riesgo, A. (1937). La Sociología de Agramonte. Universidad Habana., 5(14), 154-155.
- Bernal del Riesgo, A. (1941). El instituto de prácticas y ensayos Crítica y reforma universitarias. La Habana: Imprenta de la Universidad de La Habana.
- Bernal del Riesgo, A. (1944). Cívica Superior. Cuba: Universidad de La Habana.
- Bernal del Riesgo, A. (1944). Cuestiones Futuras de la Enseñanza Cubana. La Habana: Editorial Selecta.
- Bernal del Riesgo, A. (1946). Psicología humana. Habana: Habana: Imprenta de la Universidad de La Habana.
- Bernal del Riesgo, A. (1946). Psicología humana; curso panorámico. Habana: Imprenta De La Universidad de La Habana.
- Bernal del Riesgo, A., & Fernández, E. (1949). The MMPI in Cuba. Habana: Universidad de La Habana.
- Bernal del Riesgo, A. (1951). Informe que eleva la Oficina de Psicometría y Orientación Vocacional al Señor Ministro de Educación. La Habana: Ministerio de Educación.
- Bernal del Riesgo, A. (1955). 50 años de Psicología en Cuba. Revista Cubana de Psicología, 1(1), 5-10.
- Bernal del Riesgo, A. (1959). Informe sobre la investigación de la clientela dental. Revista Estomatológica de la Habana (5-6), 13-56.
- Bernal del Riesgo, A. (1959). Psicología y enfermedad. Habana: Imprenta de la Universidad de La Habana.
- Bernal del Riesgo, A. (1959). Realidad de la reforma o reforma de la realidad. La Nueva Revista Cubana, 1(3), 14.
- Bernal del Riesgo, A., Colon, A., Fernández, E., Mena, A., Torres, A., & Torres, E. (1959). Traducción del Inventario Multifacético de la Personalidad. New York: Psychological Corporation.
- Bernal del Riesgo, A. (1960). Apuntes de Psicología General 2. Habana: Imprenta de la Universidad de La Habana.
- Bernal del Riesgo, A. (1960). Apuntes Psicología General 1. La Habana: Imprenta de la Universidad de La Habana.
- Bernal del Riesgo, A. (1960). Errores en la crianza de los niños. México, MX: Ediciones El Caballito
- Bernal del Riesgo, A. (1962). Informe (de la investigación inconclusa) del brote asmático (pp. 55). Habana: Universidad de La Habana.
- Bernal del Riesgo, A. (1963). Orientación, contenido y funciones de la psicología en Cuba (Vol. 15). Habana: Comisión superior de docencia de la Universidad de La Habana.
- Bernal del Riesgo, A. (publicado con el pesudónimo de Nalber Gosier). (1963). ¿Quinta rueda o qué? Diálogo sobre la psicología (p. 8). Habana: Universidad de La Habana.
- Bernal del Riesgo, A. (1965). Operatorio de Psicología: La maravillosa historia de la vida. Habana: Universidad de La Habana.
- Bernal del Riesgo, A. (1967). Apuntes de Psicología y Enfermedad. Habana: Universidad de La Habana.
- Bernal del Riesgo, A. (1967). Cuba. En IAUPL (Ed.), The recruitment and training of university teachers. Ghent, Belgium: International Association of University Professor and Lecturers.
- Bernal del Riesgo, A. (1969). El psicólogo y la psicoterapia (pp. 19). Santa Clara, Cuba: Universidad de Las Villas.
- Bernal del Riesgo, A. (1969). Modus Operandi Completo en el Pilotaje. Habana: Universidad de La Habana.
- Bernal del Riesgo, A. (1970). Un mal social y su tratamiento. Habana: Libro inédito.
- Bernal del Riesgo, A. (1971). Primer vistazo a la Psicología aplicada al usuario. Cuadernos de Información Científica. Serie 1. Ciencia y Tecnología de la Información. No. 4. Habana: Universidad de La Habana.
- Bernal del Riesgo, A. (1974). La técnica triangular. Ponencia presentada en la 1.ª Jornada Regional de Psicología, Santi-Spiritus, Cuba.
- Bernal del Riesgo, A. (1974). Notas breves - redactadas con prisa- acerca de mi causística hipnoterapéutica. Ponencia presentada en la Primera Jornada Regional de Psicología, Santis-Spiritus, Cuba.
- Bernal del Riesgo, A. (1974). Psicoterapia y Desarrollo [Psychotherapy and development.]. Revista Interamericana de Psicología, 8(3-4), 289-299.